# Cabreira
Cabreira ou Cabreira do Côa est une freguesia (paroisse civile) du Portugal, rattachée à la municipalité d'Almeida, dans le district de Guarda et la région Centre.
En 2013, dans le cadre d'une réforme administrative nationale, la commune a été regroupée avec les paroisses d'Amoreira et de Parada, pour former une nouvelle paroisse appelée União das Freguesias de Amoreira, Parada e Cabreira (Union des Paroisses d'Amoreira, Parada et Cabreira) dont le siège se trouve à Amoreira.

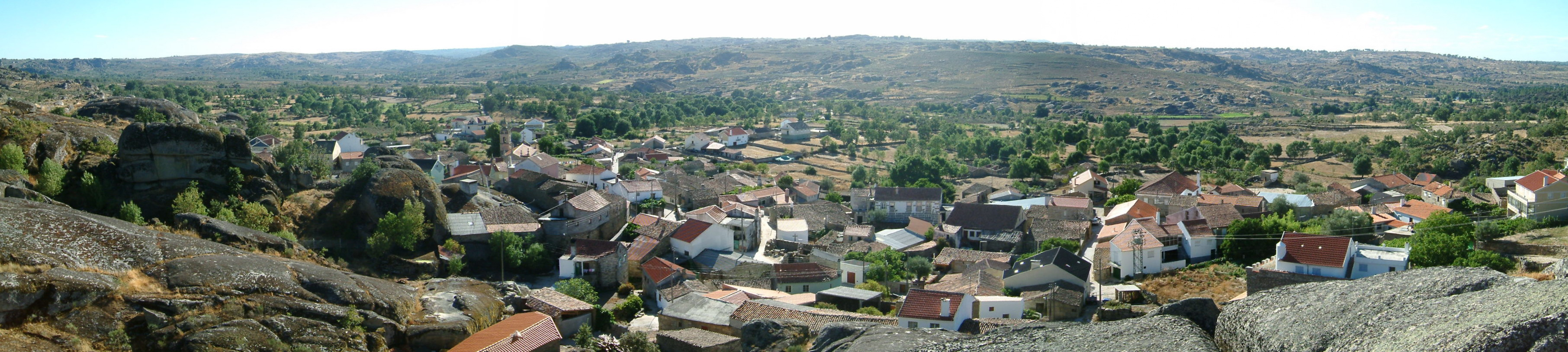
Panorama

## Blason et drapeau
Blason : écu d'azur à deux chèvres affrontées d'argent, surmontées d'un vase de parfum d'or, sur deux ondées abaissées d'argent.
Drapeau : blanc, cordons et bords blanc et bleu.

## Géographie

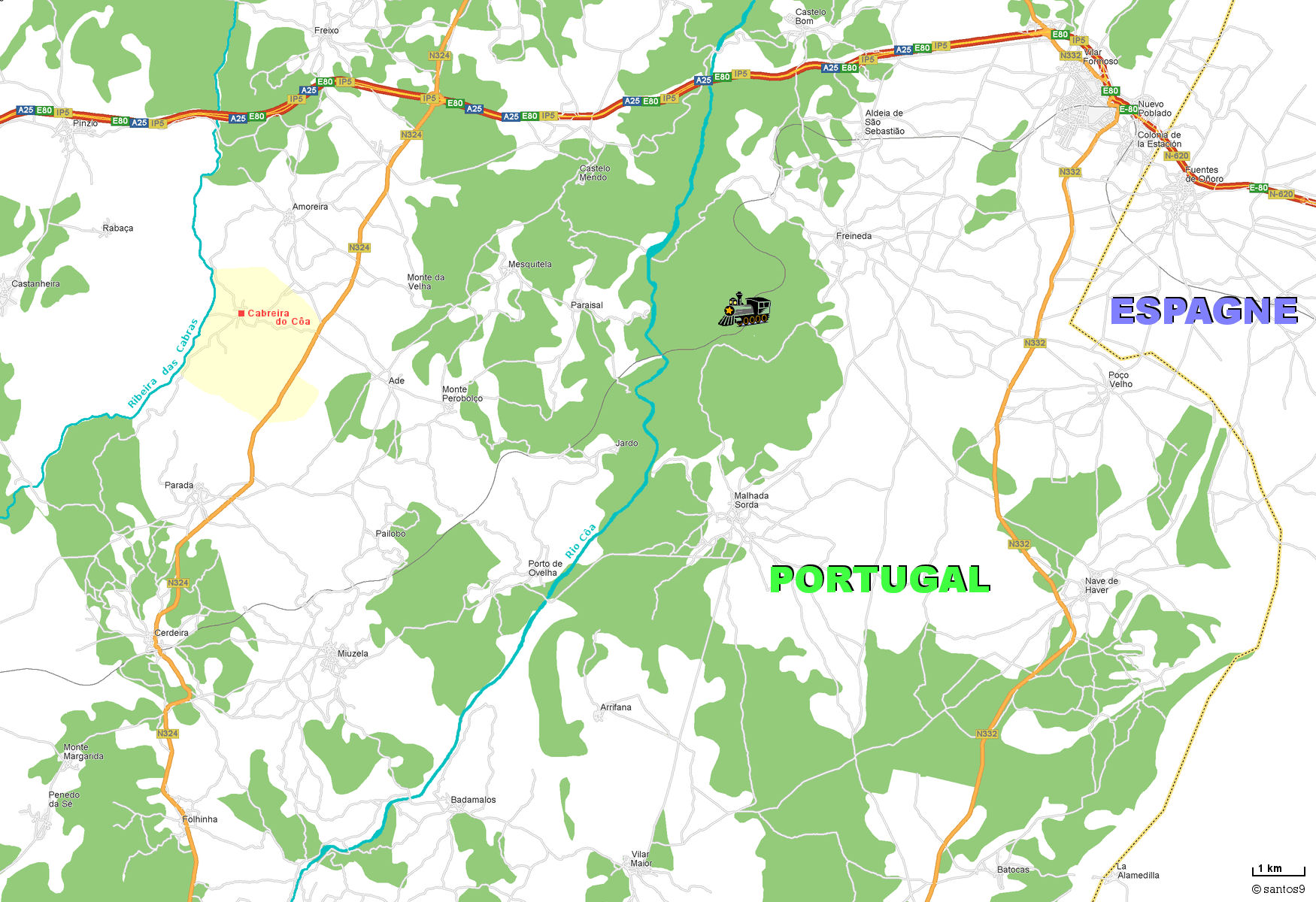
Situation sur une carte

Situé à l'extrême ouest du concelho d'Almeida, le village de
Cabreira do Côa avec une altitude moyenne de 720 m, se trouve sur un flanc escarpé et inégal,
sur la rive droite de la rivière "Ribeira das Cabras".
Situé à 21 km de Vilar Formoso à la frontière avec l'Espagne, à 25 km d'Almeida et à 37 km de Guarda.

## Patrimoine
- Religieux :
  - Église Matriz : Cette église paroissiale dédiée à Santa Maria Madalena (Sainte Marie Madeleine), fut construite au début du XVIIe siècle. En septembre 1840 elle fut reconstruite et augmentée, et est aujourd'hui l'une des plus belles du concelho.
  - Chapelle de Santa Bárbara - XXe siècle.
  - Cruzeiro dos Centenários - XXe siècle (neo-manuélin).
  - Calvário - XVIIIe/XIXe siècle.
  - Alminha do Caminho da Ribeira das Cabras - XVIIIe/XIXe siècle.
- Archéologique :
  - "Ponte Velha" : Ce vieux pont situé à 2 km au nord-ouest du village, enjambe la Ribeira das Cabras (rivière des chèvres). Il est constitué de 3 arcs et fait 3 mètres de large. (période romaine ou médiévale).
- Autres :
  - Moinhos de água (moulins à eau), plage fluviale, Fonte dos Namorados (fontaine des amoureux), Barroco do Sangue (rocher du sang).

## Fêtes
- Santa Maria Madalena (22 juillet)
- Santa Bárbara (août)
- São Martinho (Saint Martin 11 novembre).

## Galerie

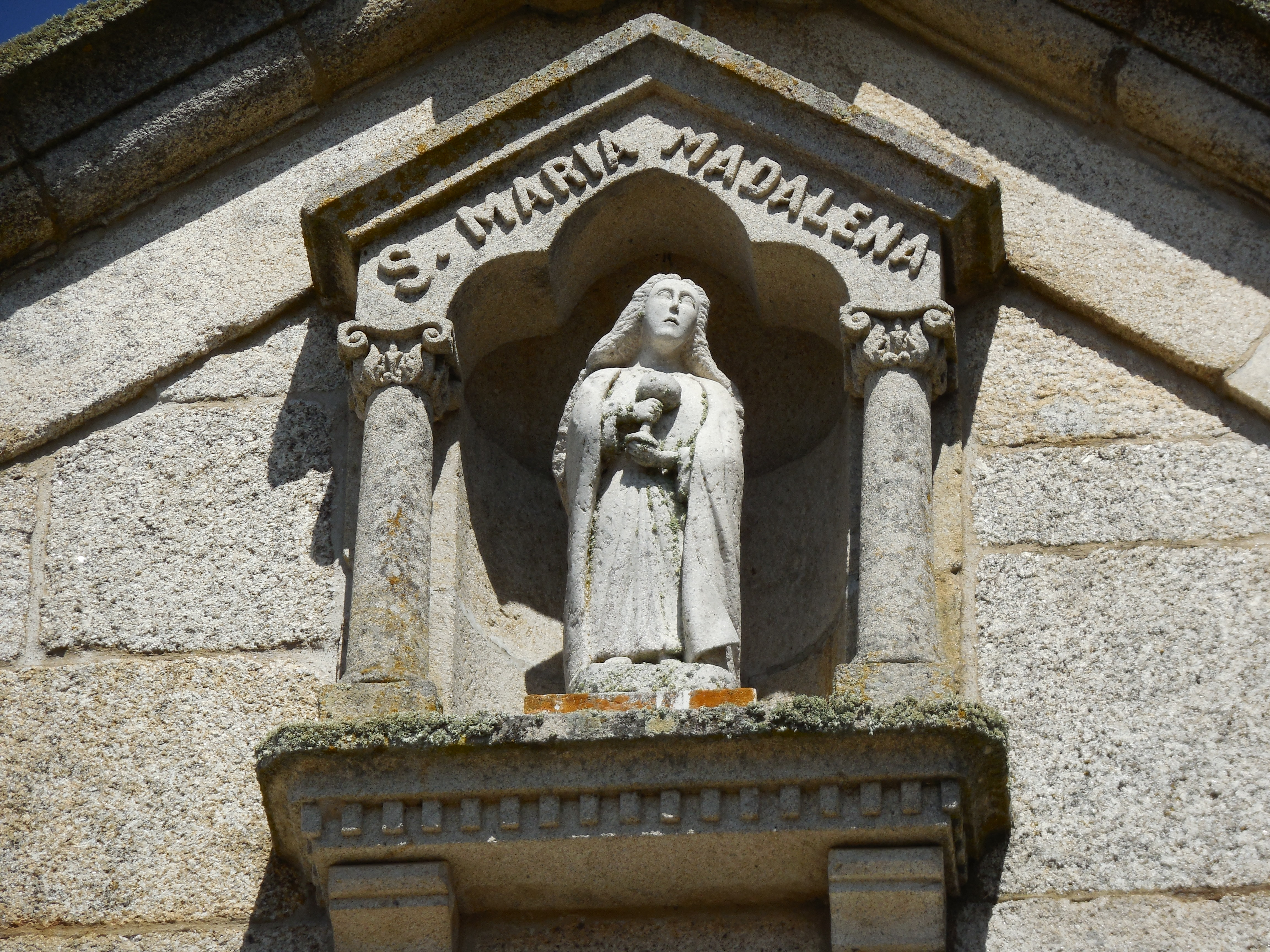
Santa Maria Madalena
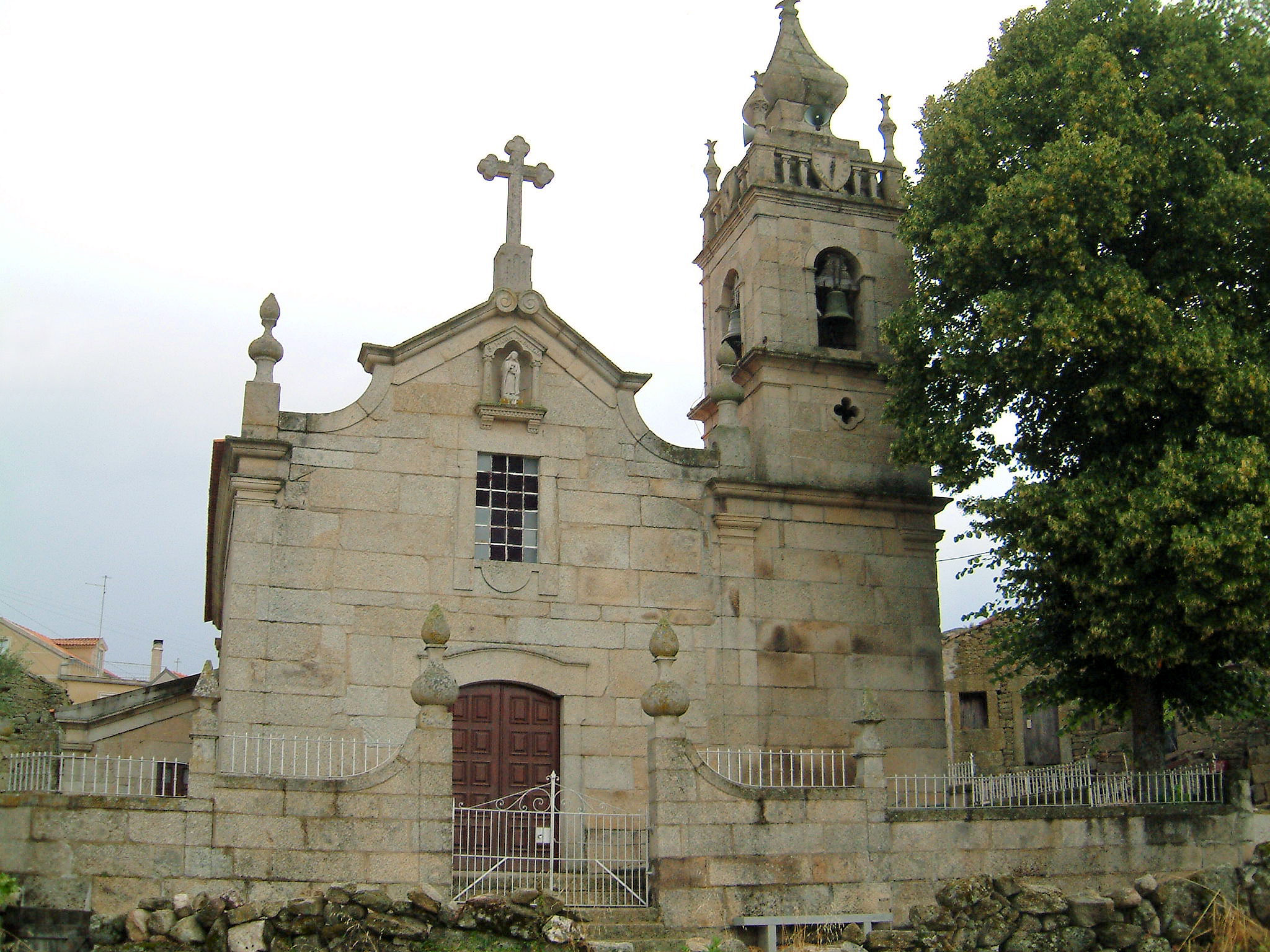
Église Matriz
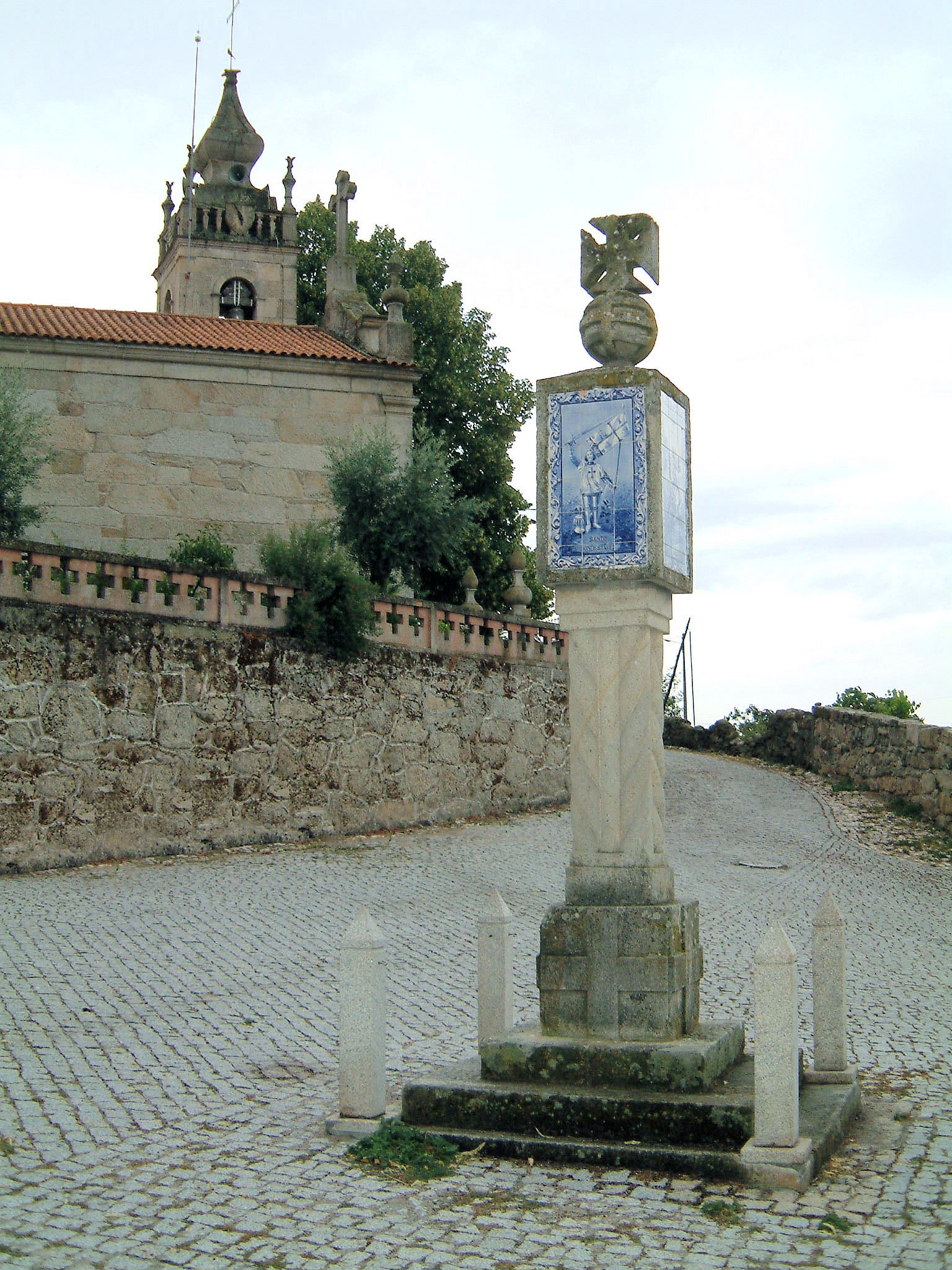
Cruzeiro
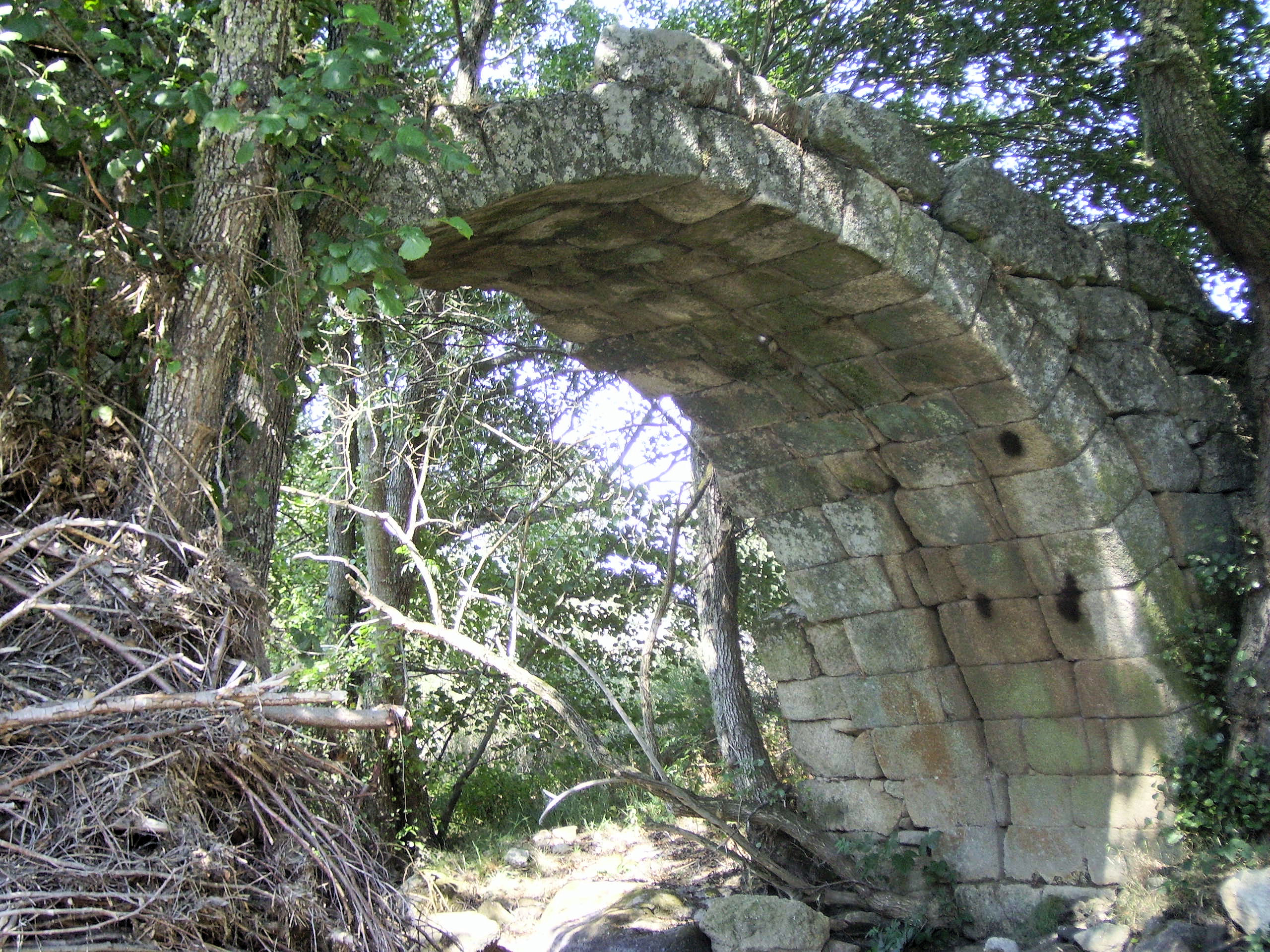
Ponte Velha (2007)
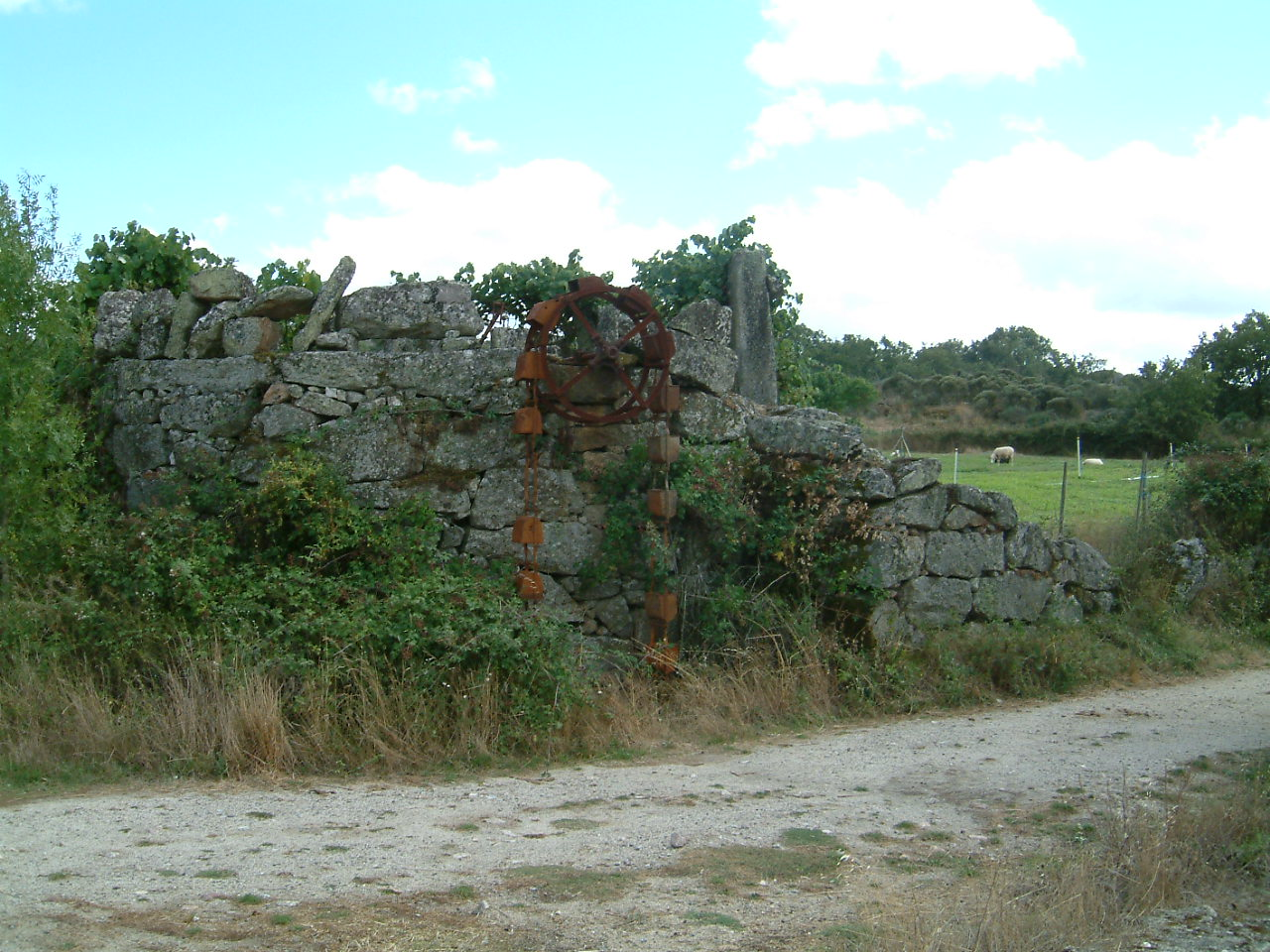
Moinho de água
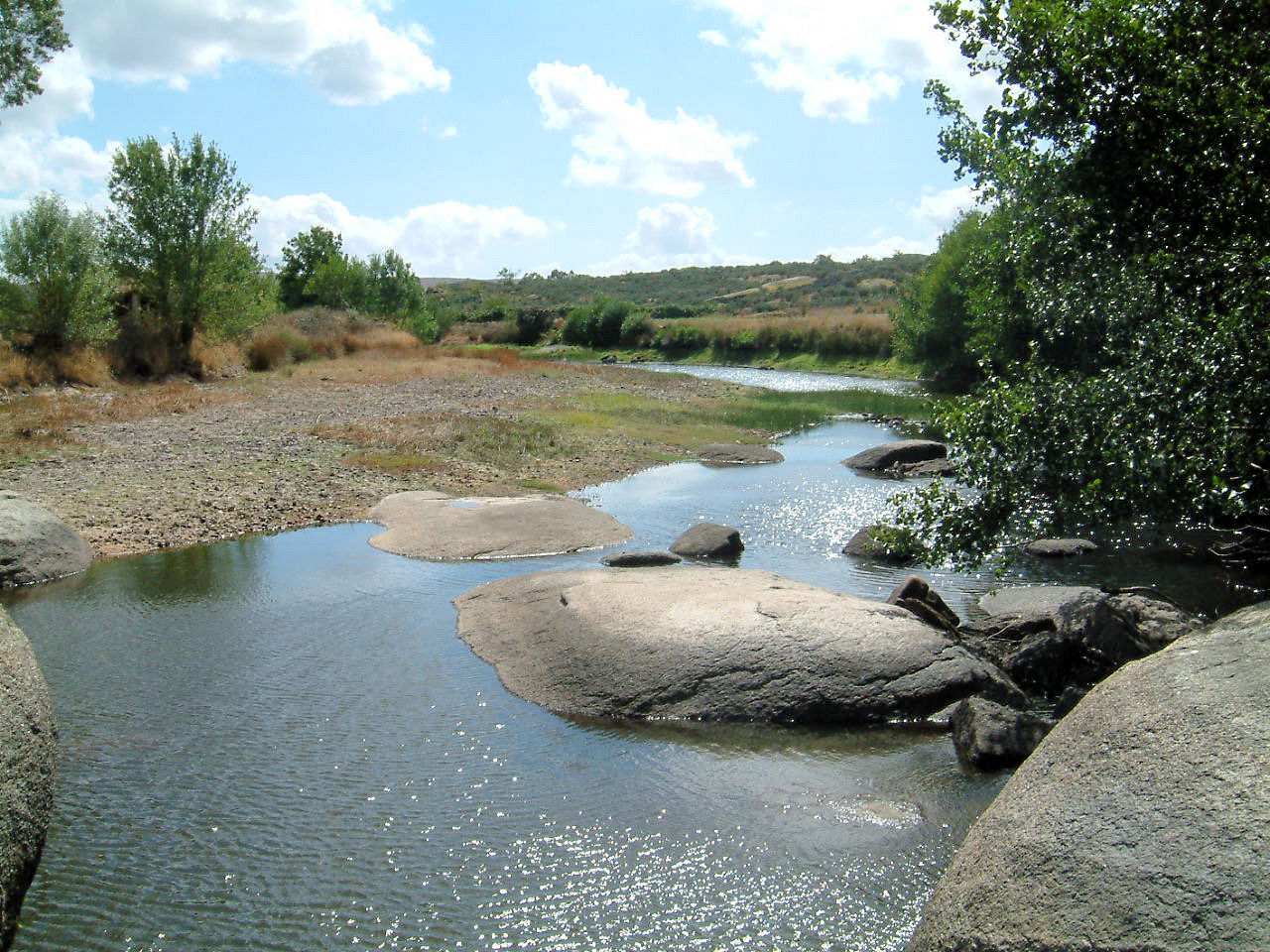
Ribeira das Cabras #1
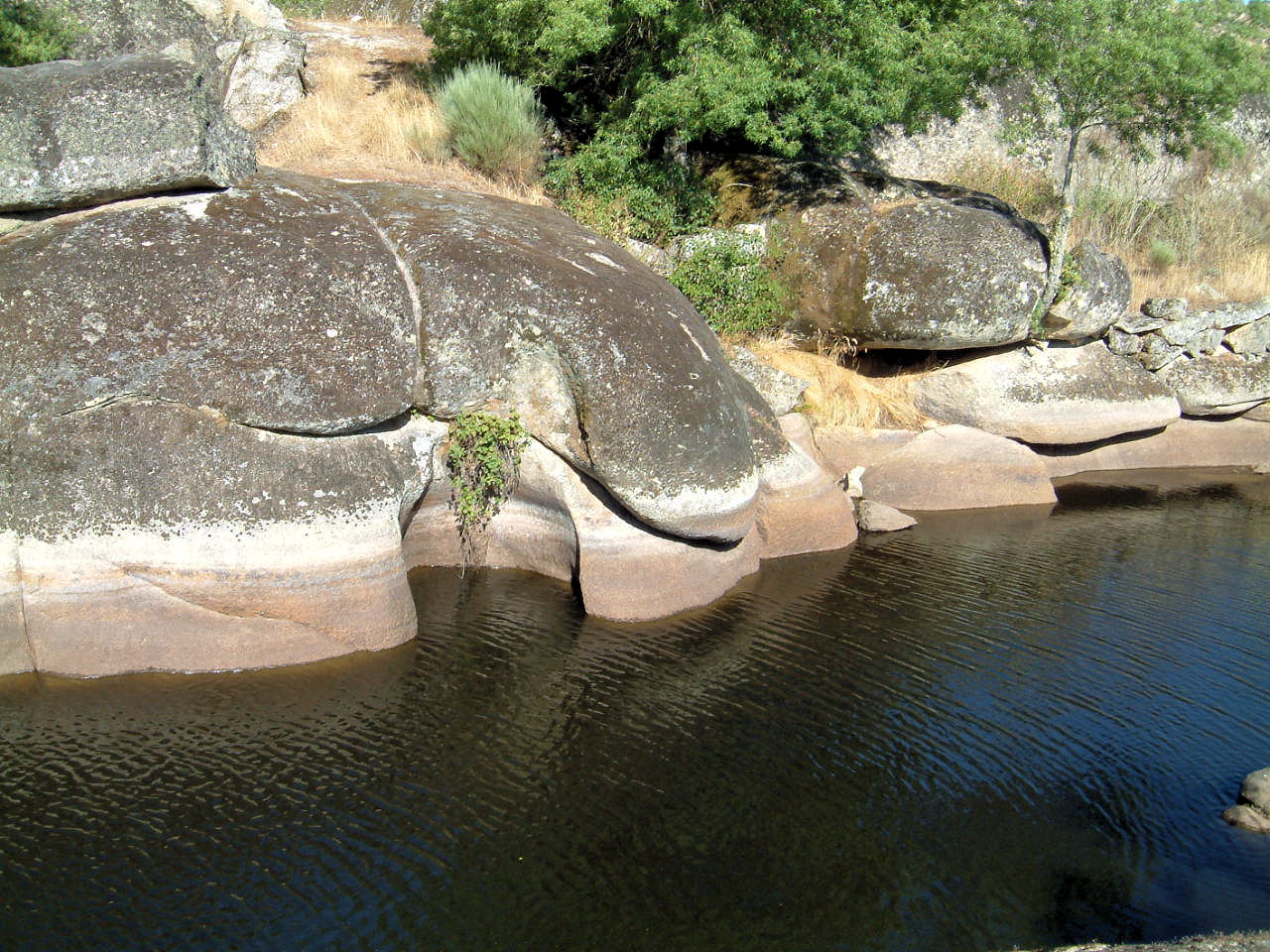
Ribeira das Cabras #2
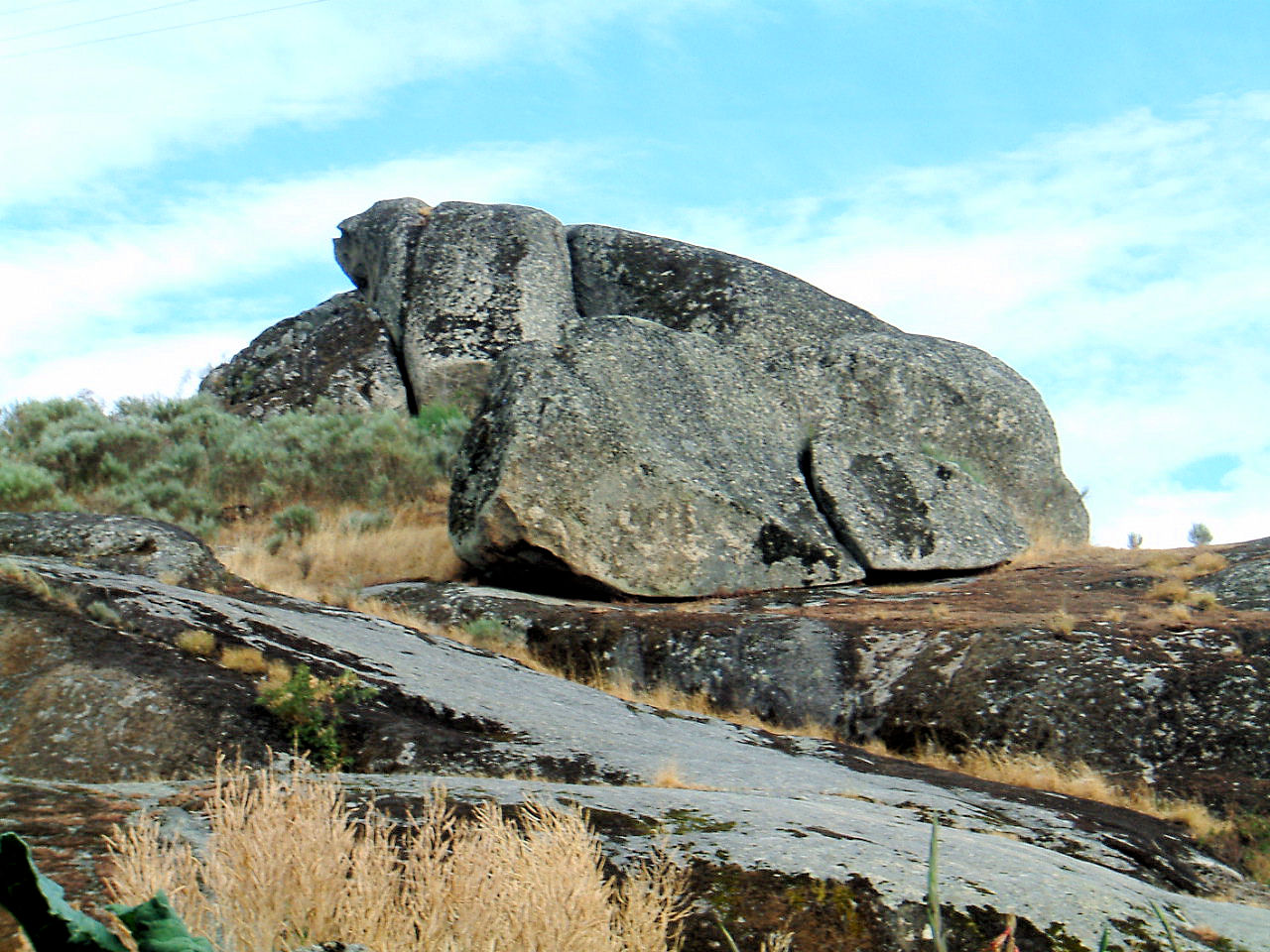
Barroco do Sangue